# Alexandr Žitkov
Alexandr Nikolajevič Žitkov (rusky Александр Николаевич Житков; * 5. května 1967 Moskva), je bývalý sovětský a ruský fotbalový záložník či útočník.

## Fotbalová kariéra
Prošel mládežnickou školou Torpeda Moskva, do prvního mužstva se však neprosadil. Narukoval do CSKA Moskva, i zde však nastupoval pouze za záložní mužstvo. Sezonu 1988 začal v EŠVSM Moskva (dobový název mužstva Fotbalové školy mládeže při Torpedu Moskva), ještě v tomtéž ročníku se přesunul do moskevského Lokomotivu. V sezoně 1989 debutoval v sovětské nejvyšší soutěži.
K 1. květnu 1991 se stal hráčem Prešova a začal nastupovat v československé nejvyšší soutěži, kterou hrál i za Vítkovice a Bohemians. Na podzim 1993 hrál za SKPP Znojmo ve druhé nejvyšší soutěži ČR.
V roce 1994 se vrátil do Ruska, kde hrál nižší soutěže za Kubaň Krasnodar, B-mužstvo Lokomotivu Moskva a Volgu Uljanovsk. V období 1998–2002 opět nastupoval v nejvyšší soutěží, tentokrát kazašské, v níž byl hráčem Ženisu Astana a Jesilu Kokčetau.
Po skončení hráčské kariéry byl v Astaně správcem, v ročníku 2008 působil jako vedoucí mužstva.

## Ligová bilance
| Ročník                                   | Zápasy | Góly | Minuty | Klub             |
| ---------------------------------------- | ------ | ---- | ------ | ---------------- |
| Sovětská fotbalová Vysšaja liga 1989     | 10     | 1    | –      | Lokomotiv Moskva |
| 1. československá fotbalová liga 1990/91 | 4      | 0    | –      | Tatran Prešov    |
| 1. československá fotbalová liga 1991/92 | 11     | 4    | –      | Tatran Prešov    |
| 1. československá fotbalová liga 1992/93 | 7      | 1    | 364    | SSK Vítkovce     |
| 1. československá fotbalová liga 1992/93 | 3      | 0    | –      | Bohemians Praha  |
| Premjer Ligasy 1998                      | 28     | 6    | –      | FK Astana        |
| Premjer Ligasy 1999                      | 21     | 3    | –      | Ženis Astana     |
| Premjer Ligasy 2000                      | 23     | 0    | –      | Akmola Kokčetau  |
| Premjer Ligasy 2001                      | 32     | 3    | –      | Jesil Kokčetau   |
| Premjer Ligasy 2002                      | 31     | 1    | –      | Jesil Kokčetau   |
| CELKEM 1. ČESKOSLOVENSKÁ LIGA            | 25     | 5    | –      |                  |
| CELKEM 1. LIGA SSSR                      | 10     | 1    | –      |                  |
| CELKEM 1. KAZAŠSKÁ LIGA                  | 135    | 13   | –      |                  |